# یخچال طبیعی ربمن
یخچال طبیعی ربمن (به لاتین: Rebmann Glacier) یک یخچال طبیعی در تانزانیا است که در Mount Kilimanjaro, Tanzania واقع شده‌است.